# تورا-سان، کارشناس
تورا-سان، کارشناس (انگلیسی: Tora-san, the Expert) یک فیلم کمدی ژاپنی محصول ۱۹۸۲ به کارگردانی یوجی یامادا است. این فیلم سی امین فیلم از مجموعه محبوب و طولانی‌مدت اوتوکو وا تسورای یو است.

## خلاصه
تورا سان با عمویش درگیر می‌شود و دوباره راهی جاده می‌شود. او در کیوشو با زن جوانی به نام «کیکو» (یوکو تاناکا) و جانورشناس و کارمند باغ وحش، خجالتی به نام سابورو آشنا می‌شود و سعی می‌کند تا زمانی که همه به توکیو برمی‌گردند، بین آن‌ها برای انجام خواستگاری کمک کند.

## ارزیابی انتقادی
کیوشی آتسومی، ستاره سریال «اوتوکو وا تسورای یو» برای بازی در تورا-سان، کارشناس جایزه بهترین بازیگر مرد را از جایزه روبان آبی دریافت کرد. همبازی او یوکو تاناکا نامزد دریافت جایزه بهترین بازیگر زن در جایزه آکادمی فیلم ژاپن شد. انتخاب کنجی ساوادا، در آن زمان یکی از پر زرق و برق‌ترین ستاره‌های راک ژاپن، در نقش سابوروی خجالتی نیز توجه‌ها را به خود جلب کرد.
استوارت گالبریث چهارم این فیلم را یکی از بهترین‌های این مجموعه می‌داند و عقیده دارد که بازی فوق‌العادهٔ یوکو تاناکا در بالا بردن کیفیت این فیلم نقش داشته‌است.